# 전함 바이킹
전함 바이킹(The Long Ships)은 유고슬라비아에서 제작된 잭 카디프 감독의 1964년 액션, 모험 영화이다. 리차드 위드마크 등이 주연으로 출연하였고 얼빙 알렌 등이 제작에 참여하였다. 방영명은 롱 쉽이다.

## 출연

### 주연
- 리차드 위드마크
- 시드니 포이티어

### 조연
- 로잔나 쉬아피노
- 러스 탬블린
- 오스카 호몰카
- 리오넬 제프리스

## 제작진
- 의상: 데이빗 폴크스
- 의상: 안소니 멘들슨